# یواس‌اس بیسکین (ای‌وی‌پی-۱۱)
یواس‌اس بیسکین (ای‌وی‌پی-۱۱) (به انگلیسی: USS Biscayne (AVP-11)) یک کشتی بود که طول آن ۳۱۰ فوت ۹ اینچ (۹۴٫۷۲ متر) بود. این کشتی در سال ۱۹۴۱ ساخته شد.